# Struthiomimus
Struthiomimus era un teropod agil, cu picioare lungi și corp aerodinamic și era făcut pentru viteză. Struthiomimus trăia alături de unii dinozauri prădători puternici și probabil că avea nevoie de rapiditate pentru a supraviețui.
Numele Struthiomimus înseamnă „ imitație de struț” și descrie bine acest dinozaur. Gâtul lung, capul cu cioc și picioarele puternice erau ca ale struțului actual și probabil că alerga la fel de repede. Avea și o dietă mixtă asemănătoare, astfel încât numele i se potrivește perfect.
Ciocul era fără dinți asemenea unei păsări actuale.
Gâtul lung îl ajută să ajungă la hrana de pe sol.
Descoperirea recentă a unor fosile arată că Struthiomimus avea pene lungi.